# Camarasaurus
Camarasaurus era un sauropod. Era mâncat de Allosaurus. Acest camarasaurid trăia în Jurasic. Era un  dinozaur patruped. Allosaurizii îl atacau. Acest patruped avea o coadă lungă, avea și gâtul lung, avea capul mic.